# Praça das Medalhas de Whisler
A Whistler Medals Plaza é uma praça situada em Whistler. Nela, ocorreram as cerimônias de premiação das provas realizadas na cidade. Após, serviu como sede da cerimônia de encerramento das Paraolimpíadas de 2010, em Vancouver.